# Albert Elfa i Canut
Albert Elfa i Canut (Mont-ros, 1957), és un periodista català llicenciat en periodisme per la Universitat Autònoma de Barcelona.

## Biografia
Elfa va néixer a Mont-ros, al Pallars Jussà. Des de l'any 1989 treballa als serveis informatius de TVC, on, entre altres tasques, ha fet de redactor i subcap d'economia i societat als serveis informatius i ha estat director de diferents programes, com ara el de viatges Veure món, el d'economia Valor Afegit i el de debats polítics Àgora. Ha estat també coordinador i responsable de diferents programes especials, com El diari de Guerra, amb Carles Francino, durant la guerra de l'Iraq, o les Nits Temàtiques, durant dos anys, amb grans reportatges sobre el voluntariat, la indústria del sexe, l'acccès a l'habitatge, Floquet de Neu, el Fòrum de les Cultures, l'obesitat.
Va presentar el TeleNotícies Matí amb Montserrat Besses. I va ser reporter olímpic durant els JJOO de Barcelona 92, fent-se ressò en els seus reportatges de la incidència social i econòmica que els Jocs aportaven a la ciutat.
Ha dirigit reportatges pel "30 Minuts" com Retorn a les Amèriques, sobre l'aterratge a Amèrica Llatina de decenes d'empreses espanyoles disposades a assumir negocis privatitzats com el servei de l'aigua, el de l'electricitat, el gas, la banca, el transport... I els problemes i l'odi que aquesta nova situació ha generat entre els consumidors llatinoamericans. Katrina. L'huracà. Centrat en la seva presència a Nova Orleans i el rescat d'una noia valenciana aterroritzada i tancada dins una pensió al centre de la ciutat assetjada per milers de persones afamaides. La formació en joc, sobre l'ús fraudulent de fons destinats a formar treballadors. Cursos que es cobren però mai s'han fet, allissonament de treballadors a no assistir als cursos però fer-los signar fulls d'assistència... Testimonis de primera ma i filmació amb càmeera oculta dels fets delictius. Aquest reportatge va patir nombroses pressions i es va endarrerir la seva estrena. Es van censurar algunes imatges, cares i situacions compromeses. Es va obrir un debat sobre l'ús de la càmera oculta.
Cimeres econòmiques internacionals
Ha cobert les cimeres del G-7 (els països més industrialitzats del món occidental) als Estats Units, Japó, Canadà, Alemanya, Itàlia i Gran Bretanya.
També ha seguit in situ les reunions del Grup dels 20 països més poderosos del món, el G-20 i les cimeres dels països productors de petroli agrupats a la OPEP a Suïssa i Àustria.
Reunions de l'FMI a la seva seu central de Washington, presidides per directors-gerents controvertits com Rodrigo Rato o Dominique Strauss-Kahn.

### Corresponsal
Del 2005 al 2009 va ésser corresponsal de TV3 a Washington, des d'on va cobrir, entre altres esdeveniments, l'huracà Katrina i l'ascens a la Casa Blanca de Barack Obama a qui va seguir per tot el país, durant 2 anys, en les seves campanyes per la nominació demòcrata i per la presidència del país. Va ser el primer corresponsal televisiu de l'estat en entrar a la presó de Guantánamo, Cuba, i fer-ne diferents reportatges pels Telenotícies. Durant aquest període també es va fer càrrec d'Iberoamèrica, on va ser testimoni directe de les victòries d'Hugo Chávez des de Caracas, de l'alliberament d'Ingrid Betancourt, segrestada durant més de sis anys per les FARC, des de Bogotà o de la mort del dictador xilè, Augusto Pinochet, des de Santiago de Xile, i altres.
L'agost del 2009 s'encarregà de la corresponsalia de TV3 a Jerusalem; al Pròxim Orient va cobrir les revolucions àrabs des del Caire, la crisi de l'Euro des de Xipre, el centenari del genocidi armeni des de Erevan (Armènia), dues guerres a Gaza des de la franja, la crisi dels refugiats sirans des de Jordània, Turquia i el Líban, l'esclat d'Estat Islàmic i el setge de Kobani.
El setembre de 2015 va succeir a Jaume Masdeu com a corresponsal de Catalunya Ràdio a Brussel·les. Aquí va cobrir el Brexit, els atemptats a Brussel·les el 2016, a l'aeroport i al metro de la capital belga, i els de Paris a la discoteca Bataclan i altres llocs, a més de la crisi dels refugiats de 2015 i 2016 i diverses cimeres a diferents capitals de la Unió Europea com La Valeta, Bratislava, Roma...

### Director de documentals
L'octubre de 2017 s'incorporà a la redacció de Barcelona com a director de documentals al programa Sense Ficció de TV3. Ha dirigit documentals com "Desemparats (el dolor)", "Desemparats (l'abús)", sobre les cruels errades en la retirada de custòdia de fills i el negoci indecent amb les criatures a càrrec de l'administració.
"Amenaça totalitària": l'extrema dreta avança per tot el món i es fa propietària i contaminadora de conceptes com llibertat, justícia o democràcia. Anàlisi de la situació a països com Itàlia, on ja son al poder, Suècia, amb una ultradreta extremadament violenta, i Espanya.
"Llibertats empresonades", sobre la perillosa pèrdua de llibertats en les democfàcies occidentals i l'acomodament d'alguns sectors amb l'ordre que retalla llibertats i castiga els insubmisos.
"Manipulats". Com el poder controla els mitjans de comunicació i com aquests es deixen seduir pel poder i la seva generositat econòmica. Pel camí, moltes víctimes que mai més recuperaran la seva dignitat pública i social.
"Paper mullat", o com la Declaració Universal dels Drets dels Infants de les Nacions Unides només son uns centenars de pàgines amb pomposos benintencionats propòsits que ni es cumpleixen ni tenen en compte les necessitats de milions de nens i nenes que viuen en la miseria sense que se'ls respecti cap tipus de dret: habitatge, educació, salut.
"Viatjar a Mart. Salvar la Terra". L'imparable camí dels científics en la búsqueda de nous mons ens porta a Mart com a el lloc escollit per assentar-hi humans dins d'unes poques dècades. Al mateix temps els humans destrueixen l'ecosistema de la Terra i no sembla que els polítics vulguin fer res per arreglar-ho. Mart, però, mai ha der ser el pla "B" de la Terra.
"Solitud: la pandèmia de l'era digital". Milers de joves viuen tancats a les seves habitacions durant anys, els hikikomoris. Es construeixen un món i un autoretrat irreal auspiciat per les noves tecnologies, del qual els costa molt sortir i afrontar la seva realitat. S'enganxen als videojocs, a Instagram, Tik-tok, al sexe virtual i irreal, i abandonen el món, la família i els amics. Acostuma a tractar-se de joves acomplexats que han patit algun tipus d'assetjament a l'escola o amb els amics.
"Jutges al Poder". El poder judicial és conservador. Encara que a Espanya les cúpules dels grans tribunals haurien de coincidir ideológicament amb l'inquili de la Moncloa, perquè el govern i el Parlament n'escullen bona part dels seus integrants, sempre hi ha hagut majoria conservadora. Fins i tot s'han atrinxerat contra la possibilitat de canvi quan ha guanyat l'esquerra. El poder és de dretes i quan no és així és perquè ha estat usurpat als seus legítims propietaris. Com s'accediex a la judicatura? Perquè son conservadors? Com funciona l'escola judicial?
"La diva i la vida. Begoña Alberdi"

### Llibres
Ha estat coautor amb Anna Garcia dels llibres Els nens vénen de Sibèria (2003) i Look at això. La vida sota l'harmoniosa gespa d'Amèrica (2009), i autor del conte Vaig arribar... de Rússia (2005).